# Caratteristiche tecniche della Lancia Ardea
La voce descrive le caratteristiche tecniche più importanti delle serie della Lancia Ardea

## Berlina prima serie (mod. 250)
- Periodo di produzione: dal 1º dicembre 1939 al 9 ottobre 1941
- Modello tipo 250, berlina 4 porte, 4 posti.
- Motore: tipo 100.
- Numerazione del telaio: da 250-1001 a 250-3992.
- Prezzo in Italia: al debutto nel gennaio 1940, Lire 26.500; due mesi dopo (marzo 1940) aumenta a Lire 28.500
- Tassa di circolazione: potenza fiscale in Italia CV 12; bollo di circolazione, nel dopoguerra: nel 1948=Lire 4.200, nel 1949=Lire 9.000, nel 1952=Lire 12.000, nel 1955=Lire 18.000
- Unità prodotte: 2.992.

Nel novembre 1939, l'Ardea viene “presentata”, in anteprima, al capo del governo italiano, Benito Mussolini. 
La versione di pre-serie differisce da quella che di lì a poco verrà immessa sul mercato in pochissimi particolari secondari: coppe delle ruote cromate, cerchi ruota con 14 fori, invece dei 12 della versione definitiva, grigliatura parafango meno lunga e supporto luci di arresto posteriori di dimensioni inferiori.
Il montaggio del primo esemplare, su scocca ultimata il 30 novembre 1939, inizia il 1º dicembre 1939, ma la prima Ardea, numero di telaio 250-1001, lascia la fabbrica per il collaudo il 14 dicembre 1939. Nel dicembre 1939 vengono costruiti e ultimati cinque esemplari, mentre le vendite iniziano nel gennaio 1940. Questa prima serie Ardea viene costruita, senza modifiche di rilievo, fino al 9 ottobre 1941, quando lascerà il posto alla nuova serie.

## Berlina seconda serie (mod. 250)
- Periodo di produzione: dal 10 ottobre 1941 al 4 agosto 1948
- Modello tipo 250, berlina 4 porte, 4 posti
- Motore: tipo 100 (100 A dal telaio 250-7130)
- Numerazione del telaio: da 250-3993 a 250-8430
- Prezzo in Italia: nel settembre 1943: Lire 41.000, nel novembre 1945: Lire 325.000, nel marzo 1946: Lire 480.000, nel novembre 1947: Lire 1.260.000
- Tassa di circolazione: potenza fiscale in Italia CV 12; bollo di circolazione, nel dopoguerra: nel 1948=Lire 4.200, nel 1949=Lire 9.000, nel 1952=Lire 12.000, nel 1955=Lire 18.000
- Unità prodotte: 4438

Malgrado l'infuriare del conflitto mondiale, dal 10 ottobre 1941 iniziano a uscire dalla fabbrica le Ardea di una nuova serie (la seconda), che si distingue dalla versione iniziale esclusivamente per una modifica riguardante lo sportello del bagagliaio. Nella prima serie, infatti, i bagagli dovevano essere sistemati accedendo dall'abitacolo e il piccolo portello di coda serviva unicamente per estrarre la ruota di scorta: in questa nuova Ardea, invece, il portello è di maggiori dimensioni (simile dunque a quello della Aprilia) e da esso si può accedere tanto alla ruota di scorta quanto al vano bagagli.
La produzione di Ardea, praticamente sospesa nel'44-'45, riprende con una certa regolarità il 13 febbraio 1946. Più o meno da quel giorno (e comunque a partire dal telaio 250-4848) l'impianto frenante, che finora era della Lockheed, viene sostituito con il Sabif. Nel gennaio 1948, dalla vettura con telaio 250-6925, venne modificato il serbatoio di alimentazione della sospensione anteriore.
Dalla vettura con telaio 250-7130 (24 gennaio 1948) si registrano invece variazioni più sostanziali (al punto che, secondo taluni, la seconda serie inizierebbe proprio dalla 250-7130): il motore, che assume la sigla 100 A, ha una testata modificata e una leggera diminuzione del valore del rapporto di compressione (da 6,00:1 a 5,80:1), il carburatore Zenith è leggermente diverso ed assume ora la denominazione 30 VIML3. La tensione dell'impianto elettrico viene portata da 6 a 12 Volt, e di conseguenza variano le componenti elettriche (la batteria passa da 60 a 38 Ah, lo spinterogeno è ora un Marelli S47A-12 volt mentre la dinamo Marelli da 90 Watt è a sua volta nuova e ha la denominazione DN12A – 90/12 – 2000 D). Al retrotreno vengono sostituiti gli ammortizzatori a frizione con quelli Houdaille idraulici.

## Berlina terza serie (mod. 250)
- Periodo di produzione: dal 5 agosto 1948 al 15 novembre 1949
- Modello tipo 250, berlina 4 porte, 4 posti
- Motore: tipo 100 A
- Numerazione del telaio: da 250-8431 a 250-12030
- Prezzo in Italia; nel dicembre 1948: Lire 1.260.000
- Prezzo in Svizzera;nel marzo 1949: Franchi svizzeri 12.500
- Tassa di circolazione: potenza fiscale in Italia CV 12; bollo di circolazione, nel dopoguerra: nel 1949=Lire 9.000, nel 1952=Lire 12.000, nel 1955=Lire 18.000
- Unità prodotte: 3600

Il 5 agosto 1948 inizia la produzione della terza serie, che viene poi esposta al Salone dell'automobile di Torino del 15 settembre dello stesso anno.
La vera novità è data dalla adozione del cambio di velocità a 5 rapporti, in cui la quinta marcia è surmoltiplicata. Costruttivamente, gli ingranaggi della quinta marcia sono sistemati a tergo del normale cambio precedente. Contemporaneamente all'adozione del nuovo cambio, viene ridotto il rapporto finale di riduzione al ponte, che è ora di 5,10:1 (10/51) contro il precedente 4,875:1 (8/39).
Il ponte posteriore subisce altre modifiche: supporto differenziale rinforzato, aumento del diametro della corona ipoide, nuovo sistema di montaggio dell'alberino pignone. Altri perfezionamenti tecnici riguardano le sospensioni anteriori, quelle posteriori (adottati ammortizzatori Sabif in luogo degli Houdaille) e lo sterzo (ridisegnato il gruppo a vite).
Altre variazioni minori riguardano qualche miglioria al propulsore (tra cui la maggiorazione del diametro dei perni di manovella e l'adozione di bielle in acciaio speciale stampato invece che in duralluminio) l'ampliamento del lunotto e l'abolizione della “costola” centrale “a cresta” che esisteva sul tetto e sul coperchio del bagagliaio. Si riscontra anche una lievissima modifica alle frecce direzionali a bacchetta, che ora sono in inox (non più in tinta con la carrozzeria) e sono di foggia leggermente diversa.

## Berlina quarta serie (mod. 250)
- Periodo di produzione: dal 16 novembre 1949 alla fine del  1952
- Modello tipo 250, berlina 4 porte, 4 posti
- Motore: tipo 100 B
- Numerazione del telaio: da 250-12031 a 250-23730
- Prezzo in Italia: nel novembre 1949 : Lire 1.330.000, nel dicembre 1950: Lire 1.190.000, nel gennaio 1951: Lire 1.327.000, nell'ottobre 1952: Lire 1.331.500
- Prezzo in Svizzera: nel marzo 1950: Franchi svizzeri 10.500, nel marzo 1951: Franchi svizzeri 10.500, nel marzo 1952: Franchi svizzeri 11.400
- Prezzo in Belgio: nel gennaio 1949: 105.000 Franchi belgi
- Tassa di circolazione: potenza fiscale in Italia CV 12; bollo di circolazione, nel dopoguerra: nel 1952=Lire 12.000, nel 1955=Lire 18.000
- Unità prodotte: 11700

L'ultima versione della Ardea, la quarta serie, nasce alla metà di novembre del 1949; le modifiche salienti riguardano il propulsore, in cui si registra un incremento di potenza (30 HP contro 28,8) grazie alla nuova testata e al nuovo carburatore, i nuovi paraurti con la costola mediana riportata e l'applicazione di una protezione in gomma (che incrementano di 3 cm la lunghezza della vettura) e alcune migliorie agli interni.
Tra le modifiche introdotte ci sono una nuova testata motore, ora in alluminio (anziché ghisa) con sedi delle valvole riportate in bronzo, un aumento del numero dei dadi cosiddetti “prigionieri” che fissano la testa al gruppo cilindri, le canne cilindri in materiale più poroso (ghisa speciale), le filettature candele più lunghe (montate le Marelli CW 175 F oppure le Champion N8, in luogo delle precedenti Marelli MW 145 T7), un incremento da 5,80:1 a 6,70:1 del rapporto di compressione e un irrigidimento dell'albero motore.
Sono anche stati rinforzati i supporti di banco, modificato il sistema tendicatena dell'albero della distribuzione, migliorati i condotti interni del collettore di aspirazione, nell'impianto di raffreddamento è aumentata la portata della pompa dell'acqua (mediante modifica della girante della pompa stessa) e migliorato il condotto di mandata alla stessa. 
Il tubo del silenziatore dello scarico è stato reso più “libero”, sono stati introdotti piccoli miglioramenti al cambio di velocità, modificati i cilindri idraulici e i ceppi dei freni, variato il rapporto finale di riduzione, che passa da 5,1:1 (51/10) a 5,3:1 (53/10).
Le modifiche estetiche hanno riguardato un nuovo volante di guida (color avorio anziché nero), avente la metà superiore libera da razze onde migliorare la visibilità degli strumenti del cruscotto, i pomelli interni di comando del cambio e del posacenere di colore avorio anziché neri, delle coppe ruote di nuovo disegno, una modifica alla tendina della luce posteriore, una nuova gamma colori e nuove tappezzerie (bordo della selleria e maniglie in plastica anziché in tessuto).
La produzione della berlina Ardea cessa alla fine del 1952 (il furgoncino sopravviverà qualche mese ancora), per lasciare il posto alla sua erede, la Appia, che verrà presentata al salone dell'automobile di Torino nell'aprile del 1953.

## Autotelaio (mod. 350)
- Periodo di produzione: indicativamente, il biennio 1940-1941
- Modello tipo 350, autotelaio-pianale per “fuoriserie”
- Motore: tipo 100 della versione berlina prima serie

Come da consuetudine, anche nel caso della Ardea la fabbrica torinese ritiene di approntare uno speciale autotelaio a piattaforma (tipo 350) da destinare ai carrozzieri per le versioni fuoriserie. Le ridotte dimensioni e la classe stessa del telaio rendono però il prodotto inidoneo allo scopo, per cui davvero pochissime saranno le Ardea realizzate su questa base meccanica.
Non è neppure certo che i pochi esemplari di Ardea realizzati da Pininfarina (in versione cabriolet) e da Zagato (un esemplare unico del tipo berlinetta panoramica) siano stati costruiti partendo da questo autotelaio; talune fonti ipotizzano infatti che queste creazioni abbiano utilizzato pianali della versione taxi.
Sia il numero di esemplari prodotti che il periodo di produzione paiono incerti: i più indicano il biennio 1940-41.

## Tassì Roma (mod. 450)
- Periodo di produzione: 1940-1942
- Modello tipo 450, berlina a 6-7 posti per servizio pubblico di piazza (taxì)
- Motore: tipo 100
- Numerazione del telaio: da 450-1001 a 450-1511
- Tassa di circolazione: potenza fiscale in Italia, nel dopoguerra, CV 12; bollo di circolazione (nel 1952) Lire 12.000 annue (lire 9.000 se adibite al servizio pubblico di piazza)
- Unità prodotte: 511 (secondo alcune fonti 501)

Sul finire del 1940 alla berlina si affianca la versione “Tassì” definita anche come tipo 450-Roma. Caratterizzata da una linea antiquata, questa versione viene realizzata abbandonando la struttura portante e utilizzando un telaio a pianale di dimensioni (passo e carreggiata) maggiori rispetto alla berlina, per la necessità di offrire una migliore abitabilità ai passeggeri. Il motore e la meccanica in genere sono quelli della berlina, fatta eccezione per il rapporto finale di demoltiplicazione della trasmissione che è con maggiore riduzione, per la misura maggiorata di cerchioni e gomme, per l'aumentata capacità del serbatoio del carburante e per la netta riduzione delle prestazioni con minori velocità, accelerazione e ripresa accompagnate da un maggior consumo imputabile al maggior peso (circa 300 kg in più, pari a un aumento di quasi il 40%).
Di questa versione vengono costruiti, nel triennio 1940-1942, poco più di 500 unità. Il 1941 è comunque l'anno in cui dalla fabbrica escono quasi tutti gli esemplari (424). Il numero complessivo di pezzi prodotti dovrebbe essere di 511, dal momento che la numerazione inizia dal 450-1001 e termina con il 450-1511, ma secondo altre fonti la produzione effettiva risulterebbe leggermente inferiore (501 unità)

## Furgoncino e autolettiga (mod. 550)
- Periodo di produzione: 1945-1953 (più 9 esemplari nel 1941)
- Modello tipo 550, furgoncino per trasporto merci o attrezzato come autolettiga
- Motore: tipo 100 N (“100 A” dal telaio 550-3171 al telaio 550-4384, “100 B” dal telaio 550-4385 al telaio 550-8130)
- Numerazione del telaio: da 550-1001 a 550-8130
- Unità prodotte: 7130 (secondo alcune fonti 7114)

Pare che nel 1941, in piena guerra, la Lancia abbia costruito 9 furgoncini con meccanica Ardea ma la vendita regolare inizia nell'immediato dopoguerra, nella seconda metà del 1945 (la numerazione inizia, nel'45, da 550-1010). Il furgoncino Ardea, la cui denominazione di fabbrica è  tipo 550 ma che viene anche pubblicizzato come “800” a indicare la portata in chilogrammi, adotta la meccanica di base della berlina, opportunamente adattata e modificata.
Una caratteristica degna di rilievo è il fatto che sia tra i primi veicoli in assoluto a essere realizzato a scocca portante e non con il classico telaio separato.
Inizialmente è munito dell'impianto elettrico a 6 volt, successivamente (dal telaio 550-3171, anno 1948)) si passa, come per la berlina, ai 12 volt.
Anche per quanto riguarda il cambio viene seguita l'evoluzione della versione berlina e, alla fine del 1949, (dal telaio 550-4385) anche il furgoncino viene munito di cambio a 5 rapporti.
Molti furgoncini sono stati attrezzati ad ambulanza-autolettiga e come tali commercializzati direttamente dalla rete Lancia; l'ultimo esemplare lascia la fabbrica nel corso del 1953.

## Camioncino (mod. 650)
- Periodo di produzione: giugno 1948-1951 (stimato)
- Modello tipo 650, camioncino per trasporto merci
- Motore: tipo 100 A (dal telaio 650-1001 al 650-2193)- tipo 100 B (dal telaio 650-2194 al 650-2600)
- Numerazione del telaio: da 650-1001 a 650-2600
- |Prezzo in Italia: nel giugno 1948 (al debutto): Lire 1.050.000
- Unità prodotte: 1600

Nel giugno del 1948 la gamma si amplia e, alla berlina e al furgoncino, viene ad aggiungersi la versione camioncino la cui denominazione di fabbrica è tipo 650 ma che viene anche pubblicizzato come “800” a indicare la portata in chilogrammi. Adotta la meccanica del furgoncino, dal quale eredita anche la scocca portante.
Il camioncino nasce con l'impianto elettrico a 12 Volt e con il cambio a 4 marce sostituito da quello a 5 rapporti dalla fine del 1949 (dal telaio 650-2194).
La produzione del camioncino si arresta prima di quella del furgoncino (alcune fonti indicano il 1952 come ultimo anno di produzione, ma è molto probabile che la costruzione si sia arrestata tra il 1950 ed il 1951).